# Фужере (Мен и Лоара)
Фужере (фр. Fougeré) насеље је и општина у западној Француској у региону Лоара, у департману Мен и Лоара која припада префектури Сомир.
По подацима из 2011. године у општини је живело 753 становника, а густина насељености је износила 31,14 становника/km². Општина се простире на површини од 24,18 km². Налази се на средњој надморској висини од 42 метара (максималној 102 m, а минималној 27 m).

## Демографија
| 1962. | 1968. | 1975. | 1982. | 1990. | 1999. | 2011. |
| ----- | ----- | ----- | ----- | ----- | ----- | ----- |
| 930   | 904   | 787   | 744   | 735   | 739   | 753   |

График промене броја становника у току последњих година